# Zeno Melchior Deurvorst
Drs. Zeno Melchior Deurvorst (Laag-Keppel, 14 juni 1928 - Warnsveld, 1 maart 2019) was een Nederlands burgemeester.

## Biografie
Deurvorst was lid van het geslacht Deurvorst en een zoon van Zeno Willem Marie Deurvorst (1895-1944) en Alida Maria Adriana Louisa
van der Hardt Aberson (1901-1993). Hij studeerde af in de planologie. In 1959 werd hij benoemd tot burgemeester van Wehl hetgeen hij bleef tot zijn benoeming tot burgemeester van Wamel in 1967. Dit zou hij blijven tot 1979 toen hij benoemd werd tot hoofd rampenbestrijding bij het Openbaar Lichaam Rijnmond; die laatste functie bekleedde hij tot 1988. Hij trouwde twee keer en had uit zijn eerste huwelijk vijf kinderen, onder wie de kunstenares Beer Deurvorst.